# Emergencia pública en la Argentina
La declaración de emergencia pública en la Argentina es un acto del Congreso en el que usualmente se delega en el Poder Ejecutivo la facultad de reorganizar determinados servicios administrativos o redistribuir recursos financieros para el cumplimiento de ciertas obligaciones.

## Historia
Desde la restauración democrática de 1983, se ha declarado la emergencia sanitaria nacional en tres situaciones:
- 1992: la epidemia de cólera desatada en Perú se extendió en casi toda Sudamérica, y el primer caso argentino se registró en la Provincia de Salta. El presidente Carlos Menem declaró la emergencia sanitaria el 6 de febrero y estableció un Programa Especial de Lucha contra el Cólera.[1]

- 2002: como consecuencia de la grave crisis económica y financiera que afectó al país al comienzo del milenio, el congreso sancionó la Ley Nº 25.561 que declaraba la emergencia pública en materia social, económica, administrativa, financiera y cambiaria delegando facultades extraordinarias al Poder Ejecutivo. En este contexto, el presidente Eduardo Duhalde dictó un decreto de necesidad y urgencia declarando también la emergencia sanitaria nacional.[2] Estaba motivada en la insuficiente provisión de medicamentos y otros insumos críticos, así como la crisis financiera que afectó tanto a los financiadores de servicios de salud como las obras sociales como a los prestadores, particularmente la red de clínicas y sanatorios privados. Para ello, se creó el Programa Remediar de suministro de medicamentos esenciales, se definió el PMO de emergencia, se destinaron partidas presupuestarias específicas para la compra de medicamentos y se modificó el porcentaje de contribución al Fondo Solidario de Redistribución de la Seguridad Social que, entre otras funciones, tiene el reintegro a la seguridad social por medicamentos de alto costo, actualmente es el Sistema Único de Reembolso (SUR).

Ese Decreto de Emergencia Sanitaria fue prorrogado año tras año, junto a la Ley de Presupuesto. Por lo que durante 17 años se mantuvieron vigentes y operativos todos los objetivos y programas, incluyendo el diferimiento de las cargas patronales para los prestadores privados y las exenciones aduaneras para  un listado específico de medicamentos e insumos. Eso le permitió al gobierno argentino establecer un programa de acción para controlar la epidemia de dengue y fiebre amarilla en 2009, junto a la emergencia del virus A H1N1 y el inicio de la pandemia de influenza.
- 2019: La Ley 27.541, llamada “Ley de solidaridad social y reactivación productiva en el marco de la emergencia pública”, declaró la emergencia pública en materia económica, financiera, fiscal, administrativa, previsional, tarifaria, energética, sanitaria y social. Aunque la emergencia sanitaria inicialmente estaba orientada al tratamiento de los casos registrados de sarampión y dengue, pronto se sumaría una pandemia. El 12 de marzo de 2020, en el marco de la pandemia desatada por el coronavirus (Covid-19), el presidente Alberto Fernández firmó un decreto que ampliaba la emergencia sanitaria aprobada por el Congreso, otorgando facultades administrativas extraordinarias al Ministerio de Salud Pública, reorganizando los servicios de transporte masivo y estableciendo un marcos de deberes de cooperación en cabeza de la ciudadanía y demás autoridades.[3]